# Ellis Ferreira
Ellis Ferreira (* 19. Februar 1970 in Pretoria) ist ein ehemaliger südafrikanischer Tennisspieler.

## Karriere
Ferreira war Doppelspezialist und gewann in seiner Laufbahn 18 Doppeltitel auf der ATP Tour (neun davon mit Rick Leach) und erreichte weitere 16 Mal ein Finale. Seine größten Erfolge waren der Sieg bei den Australian Open 2000 und der Einzug ins Finale der US Open im selben Jahr sowie der Gewinn der ATP Doubles Challenge 2002 (jeweils mit Rick Leach). Darüber hinaus gewann Ferreira 2001 an der Seite von Corina Morariu den Mixed-Wettbewerb der Australian Open.
Seine höchste Platzierung in der Tennisweltrangliste erreichte er im Doppel mit Rang 2 im Januar 2000, im Einzel brachte er es bis zur Nummer 210 der Welt (Oktober 1994).

## Erfolge
| Legende                           |
| Grand Slam (2)                    |
| Tennis Masters Cup (1)            |
| ATP Masters Series (4)            |
| ATP International Series Gold (2) |
| ATP International Series (10)     |
| ATP Challenger Series (5)         |

| ATP-Titel nach Belag |
| Hartplatz (7)        |
| Sand (4)             |
| Rasen (2)            |
| Teppich (5)          |

### Doppel

#### Turniersiege

##### ATP Tour
| Nr. | Datum             | Turnier         | Belag         | Partner           | Finalgegner                               | Ergebnis                  |
| --- | ----------------- | --------------- | ------------- | ----------------- | ----------------------------------------- | ------------------------- |
| 1.  | 23. Oktober 1995  | Wien (1)        | Teppich (i)   | Jan Siemerink     | Todd Woodbridge Mark Woodforde            | 6:4, 7:5                  |
| 2.  | 15. Januar 1996   | Sydney          | Hartplatz     | Jan Siemerink     | Patrick McEnroe Sandon Stolle             | 5:7, 6:4, 6:1             |
| 3.  | 29. April 1996    | Monte Carlo     | Sand          | Jan Siemerink     | Jonas Björkman Nicklas Kulti              | 2:6, 6:3, 6:2             |
| 4.  | 13. Januar 1997   | Auckland (1)    | Hartplatz     | Patrick Galbraith | Rick Leach Jonathan Stark                 | 6:4, 4:6, 7:6             |
| 5.  | 24. Februar 1997  | Memphis         | Hartplatz (i) | Patrick Galbraith | Rick Leach Jonathan Stark                 | 6:3, 3:6, 6:1             |
| 6.  | 23. Juni 1997     | Nottingham      | Rasen         | Patrick Galbraith | Danny Sapsford Chris Wilkinson            | 4:6, 7:6, 7:6             |
| 7.  | 13. Oktober 1997  | Wien (2)        | Teppich (i)   | Patrick Galbraith | Marc-Kevin Goellner David Prinosil        | 6:3, 6:4                  |
| 8.  | 20. Oktober 1997  | Lyon            | Teppich (i)   | Patrick Galbraith | Olivier Delaître Fabrice Santoro          | 3:6, 6:2, 6:4             |
| 9.  | 30. März 1998     | Miami           | Hartplatz     | Rick Leach        | Alex O’Brien Jonathan Stark               | 6:2, 6:4                  |
| 10. | 4. Mai 1998       | Atlanta (1)     | Sand          | Brent Haygarth    | Alex O’Brien Richey Reneberg              | 6:3, 0:6, 6:2             |
| 11. | 15. Juni 1998     | Halle           | Rasen         | Rick Leach        | John-Laffnie de Jager Marc-Kevin Goellner | 4:6, 6:4, 7:6             |
| 12. | 17. Mai 1999      | Rom             | Sand          | Rick Leach        | David Adams John-Laffnie de Jager         | 6:7, 6:1, 6:2             |
| 13. | 17. Januar 2000   | Auckland (2)    | Hartplatz     | Rick Leach        | Olivier Delaître Jeff Tarango             | 7:5, 6:4                  |
| 14. | 31. Januar 2000   | Australian Open | Hartplatz     | Rick Leach        | Wayne Black Andrew Kratzmann              | 6:4, 3:6, 6:3, 3:6, 18:16 |
| 15. | 17. April 2000    | Atlanta (2)     | Sand          | Rick Leach        | Justin Gimelstob Mark Knowles             | 6:3, 6:4                  |
| 16. | 29. Oktober 2001  | Basel           | Teppich       | Rick Leach        | Mahesh Bhupathi Leander Paes              | 7:6, 6:4                  |
| 17. | 5. November 2001  | Paris           | Teppich (i)   | Rick Leach        | Mahesh Bhupathi Leander Paes              | 3:6, 6:4, 6:3             |
| 18. | 18. November 2001 | Bangalore       | Hartplatz     | Rick Leach        | Petr Pála Pavel Vízner                    | 6:76, 7:62, 6:4, 6:4      |

##### Challenger Tour
| Nr. | Datum             | Turnier   | Belag     | Partner         | Finalgegner                       | Ergebnis      |
| --- | ----------------- | --------- | --------- | --------------- | --------------------------------- | ------------- |
| 1.  | 15. November 1992 | Halifax   | Hartplatz | Richard Schmidt | Mårten Renström Christian Ruud    | 4:6, 6:1, 6:4 |
| 2.  | 14. Februar 1993  | Vancouver | Hartplatz | Richard Schmidt | Richard Matuszewski John Sullivan | 7:5, 4:6, 6:3 |
| 3.  | 4. April 1993     | Acapulco  | Sand      | Richard Schmidt | Javier Frana Juan Garat           | 7:6, 6:4      |
| 4.  | 31. Oktober 1993  | Brest     | Hartplatz | Grant Stafford  | Mike Briggs Trevor Kronemann      | 2:6, 7:5, 7:5 |
| 5.  | 15. Mai 1994      | Jerusalem | Hartplatz | Kevin Ullyett   | Filip Dewulf Dick Norman          | 7:6, 6:3      |

#### Finalteilnahmen
| Nr. | Datum             | Turnier              | Belag         | Partner           | Finalgegner                         | Ergebnis          |
| --- | ----------------- | -------------------- | ------------- | ----------------- | ----------------------------------- | ----------------- |
| 1.  | 3. April 1994     | Sun City             | Hartplatz     | Grant Stafford    | Marius Barnard Brent Haygarth       | 3:6, 5:7          |
| 2.  | 23. Juli 1995     | Stuttgart            | Sand          | Jan Siemerink     | Tomás Carbonell Francisco Roig      | 6:3, 3:6, 4:6     |
| 3.  | 31. März 1996     | Miami Masters        | Hartplatz     | Patrick Galbraith | Todd Woodbridge Mark Woodforde      | 1:6, 3:6          |
| 4.  | 2. März 1997      | Philadelphia         | Hartplatz (i) | Patrick Galbraith | Sébastien Lareau Alex O’Brien       | 3:6, 3:6          |
| 5.  | 9. November 1997  | Stockholm            | Hartplatz (i) | Patrick Galbraith | Marc-Kevin Goellner Richey Reneberg | 3:6, 6:3, 6:7     |
| 6.  | 11. Januar 1998   | Adelaide             | Hartplatz     | Rick Leach        | Joshua Eagle Andrew Florent         | 4:6, 7:6, 3:6     |
| 7.  | 22. Februar 1998  | Memphis              | Hartplatz (i) | David Roditi      | Todd Woodbridge Mark Woodforde      | 3:6, 4:6          |
| 8.  | 19. April 1998    | Barcelona            | Sand          | Rick Leach        | Jacco Eltingh Paul Haarhuis         | 5:7, 0:6          |
| 9.  | 17. Mai 1998      | Rom Masters          | Sand          | Rick Leach        | Mahesh Bhupathi Leander Paes        | 4:6, 6:4, 6:7     |
| 10. | 9. August 1998    | Kanada Masters       | Hartplatz     | Rick Leach        | Martin Damm Jim Grabb               | 7:6, 2:6, 6:7     |
| 11. | 14. März 1999     | Indian Wells Masters | Hartplatz     | Rick Leach        | Wayne Black Sandon Stolle           | 6:74, 3:6         |
| 12. | 20. Juni 1999     | ’s-Hertogenbosch     | Rasen         | David Rikl        | Leander Paes Jan Siemerink          | abgesagt (Wetter) |
| 13. | 25. Juni 2000     | Nottingham           | Rasen         | Rick Leach        | Piet Norval Donald Johnson          | 6:1, 4:6, 3:6     |
| 14. | 13. August 2000   | Cincinnati Masters   | Hartplatz     | Rick Leach        | Todd Woodbridge Mark Woodforde      | 6:76, 4:6         |
| 15. | 9. September 2000 | US Open              | Hartplatz     | Rick Leach        | Lleyton Hewitt Maks Mirny           | 4:6, 7:5, 6:75    |
| 16. | 21. Oktober 2001  | Stuttgart Masters    | Hartplatz (i) | Jeff Tarango      | Maks Mirny Sandon Stolle            | 6:7, 6:74         |

### Mixed

#### Turniersiege
| Nr. | Datum           | Turnier         | Belag     | Partnerin      | Finalgegner                 | Ergebnis |
| --- | --------------- | --------------- | --------- | -------------- | --------------------------- | -------- |
| 1.  | 28. Januar 2001 | Australian Open | Hartplatz | Corina Morariu | Joshua Eagle Barbara Schett | 6:1, 6:3 |

## Erfolge bei bedeutenden Turnieren

### Doppel
Die Tabelle listet die Ergebnisse der Grand-Slam-Turniere, der ATP Finals, der Olympischen Spiele, des Davis Cups und der Masters-Turniere auf.
| Turnier           | 2003 | 2002 | 2001 | 2000 | 1999 | 1998 | 1997 | 1996 | 1995 | 1994 | Karriere |
| ----------------- | ---- | ---- | ---- | ---- | ---- | ---- | ---- | ---- | ---- | ---- | -------- |
| Australian Open   | 2    | VF   | 2    | S    | HF   | VF   | VF   | 1    | 1    | AF   | 1 × S    |
| French Open       | —    | 1    | AF   | 1    | VF   | 1    | 2    | 1    | 2    | 2    | 1 × VF   |
| Wimbledon         | —    | 2    | VF   | VF   | 2    | VF   | AF   | HF   | 1    | 2    | 1 × HF   |
| US Open           | —    | 2    | VF   | F    | 2    | 1    | 1    | 2    | 1    | 2    | 1 × F    |
| ATP Finals        | —    | —    | S    | HF   | RR   | RR   | RR   | —    | —    | —    | 1 × S    |
| Indian Wells      | —    | 1    | 1    | VF   | F    | AF   | AF   | VF   | —    | —    | 1 × F    |
| Miami             | —    | 2    | VF   | AF   | —    | S    | 2    | F    | —    | 1    | 1 × S    |
| Monte Carlo       | —    | 1    | 1    | VF   | AF   | AF   | VF   | S    | —    | —    | 1 × S    |
| Madrid            | —    | AF   |      |      |      |      |      |      |      |      | 1 × AF   |
| Rom               | —    | —    | VF   | AF   | S    | F    | AF   | HF   | AF   | —    | 1 × S    |
| Hamburg           | —    | —    | VF   | 1    | HF   | HF   | HF   | AF   | 1    | —    | 3 × HF   |
| Kanada            | —    | VF   | VF   | VF   | HF   | F    | AF   | —    | —    | VF   | 1 × F    |
| Cincinnati        | —    | 1    | AF   | F    | AF   | AF   | VF   | HF   | VF   | VF   | 1 × F    |
| Stockholm         |      |      |      |      |      |      |      |      |      | —    | —        |
| Essen             |      |      |      |      |      |      |      |      | —    |      | —        |
| Stuttgart         |      |      | F    | VF   | AF   | AF   | AF   | AF   |      |      | 1 × F    |
| Paris             | —    | HF   | S    | AF   | HF   | AF   | HF   | AF   | —    | —    | 1 × S    |
| Olympische Spiele |      |      |      | —    |      |      |      | VF   |      |      | 1 × VF   |
| Davis Cup         | —    | —    | —    | —    | —    | 1    | VF   | VF   | —    | —    | 2 × VF   |

Zeichenerklärung: S = Turniersieg; F, HF, VF, AF = Einzug ins Finale, Halb-, Viertel-, Achtelfinale; 1, 2, 3 = Ausscheiden in der 1., 2., 3. Haupt- / Finalrunde; Q1, Q2, Q3 = Ausscheiden in der 1., 2. 3. Qualifikationsrunde; RR = Round Robin (Gruppenphase); nicht ausgetragen oder andere Kategorie; PO (Playoff), P2 = Auf-/Abstiegsrunde zur Weltgruppe I/II im Davis Cup; W2 = Teilnahme in der Weltgruppe II